# Гептателлурид тетрасамария
Гептателлурид тетрасамария — бинарное неорганическое соединение
самария и теллура
с формулой Sm4Te7,
кристаллы.

## Получение
- Сплавление стехиометрических количеств чистых веществ:

{\displaystyle {\mathsf {4Sm+7Te\ {\xrightarrow {^{o}C}}\ Sm_{4}Te_{7}}}}

## Физические свойства
Гептателлурид тетрасамария образует кристаллы
тетрагональной сингонии, пространственная группа P 4b2, параметры ячейки a = 0,9030 нм, c = 0,9195 нм, Z = 2,
структура типа гептателлурида тетралантана La4Te7
.
Соединение образуется при температуре >1400 °C .